# Гегельянство
Гегелья́нство, або геґелья́нство — позначення ідеалістичних філософських течій, що виходили з вчення Георга Гегеля і розвивали його ідеї. Виникло в Німеччині в 30-40-х роках XIX ст.

## Опис напрямку
Учні Гегеля, що зайняли в тридцятих і сорокових роках велику частину філософських кафедр в німецьких університетах, скоро розпалися на три партії: праву, ліву і крайню ліву. Головною причиною розділу була незгода стосовно того, яке значення з гегельянської точки зору має бути дане деяким основним релігійним догматам; а незгода ця була зумовлена двозначністю гегелевої термінології в цих пунктах: йому було звичайне свої умоглядні ідеї виражати мовою позитивного богослов'я і, навпаки, богословські догмати викладати мовою своєї філософії.
Тому після смерті Гегеля між його учнями й послідовниками виникло питання: чи слід згідно з гегельянськими принципами визнавати особистого Бога, особисте безсмертя й особисту Боголюдину?
Нездатність гегельянства дати цілісне і міцне задоволення живому релігійному почуттю, з одного боку, і потребам практичної волі, з іншого краще за будь-які міркування показує справжні межі цієї філософії та спростовує її домагання бути досконалою істиною, повним і остаточним одкровенням абсолютного духу. У цій якості її ніхто вже не визнає нині; як всеосяжна система, гегельянство нині більше не існує; але залишилося і назавжди залишиться те позитивне, що внесено цією філософією в загальну свідомість: ідея універсального процесу і розвитку як загального всепроникного зв'язку окремих явищ.

### Виноски
1. ↑  Словник іншомовних слів / уклад. С. Морозов, Л. Шкарапута – Київ: Наукова думка, 2000.
2. ↑  геґелья́нство // Голоскевич Григорій. Правописний словник. ― Львів : Апріорі, 2020. ― 648 с. — ISBN 978-617-628-7.
3. ↑  Пономарів, Олександр (2011). Культура слова: мовностилістичні поради. Київ: Либідь.